# Knife River
Knife River er en ca. 193 km biflod til Missouri-floden i North Dakota i USA.
Knife er den engelske oversættelse af couteau, som igen er den franske oversættelse af de oprindelige amerikanske folk i områdets navn.
Den har sit udspring i den vestlige del af North Dakota i Killdeer-bjergene i Dunn County. Den løber mod øst og forenes med  Spring Creek nær Beulah. Den løber ud i Missouri nord for Stanton ved Knife River Indian Villages National Historic Site.
Flinttypen Knife River flint er opkaldt efter floden.